# Bagheera kiplingi
Bagheera kiplingi ist eine mittelamerikanische Art aus der Familie der Springspinnen. Sie weist einige für Spinnen ungewöhnliche Verhaltensweisen auf und nimmt deshalb eine besondere Rolle in der zoologischen und evolutionsbiologischen Forschung ein. Sie gilt als die einzige derzeit bekannte Spinne, die sich überwiegend pflanzlich ernährt. 

## Merkmale
Bagheera kiplingi ist eine farbenprächtige Springspinne mit einem ausgeprägten Sexualdimorphismus, wobei die Männchen bernsteinfarbene Beine und ein dunkles Prosoma (Cephalothorax) besitzen. Das Prosoma ist vorn leicht grünlich, das Abdomen (Opisthosoma) ist rötlich schimmernd mit grünlichen Schrägstreifen. Die Weibchen verfügen über kräftige Vorderbeine, die übrigen Beine sind deutlich schlanker und blassgelb. Ihr Cephalothorax ist rotbraun mit einer frontal schwarz gefärbten Region. Weibchen besitzen ein größeres Abdomen, das auf bräunlichem Grund dunkelbraune und -grüne Flecken zeigt.

## Verbreitung
Die Art ist in Mexiko, Guatemala und Costa Rica nachgewiesen worden und ist dort weit verbreitet. 

## Lebensweise
Die Springspinne ernährt sich zu 60 bis 90 Prozent von eiweiß- und fettreichen Futterkörpern (Belt’sche Körperchen) bestimmter Akazien (Vachellia collinsii, V. cornigera). Diese Futterkörper dienen primär den symbiotisch auf diesen Akazien lebenden Ameisenarten Pseudomyrmex peperi, P. spinicola, P. flavicornis und P. nigrocincta als Nahrungsgrundlage, wobei die Akazien von den Ameisen vor Fressfeinden geschützt werden. Weitere Nahrungsbestandteile sind Nektar, gelegentlich Ameisen und deren Larven und kleine, sich von Nektar ernährende Fliegenarten.
Die Spinne lebt ganzjährig auf älteren Ästen der Akazien, die nur sehr wenige der nährstoffhaltigen Futterkörper ausbilden und daher auch selten von Ameisen besucht werden, und pflanzt sich dort auch fort. Zur Nahrungssuche begibt sie sich auf junge Triebe, die viele Futterkörper ausbilden, und kommt dabei in Kontakt mit den Ameisen, wobei sie sich durch ihre ameisenähnliche Bewegungsweise tarnt und durch sehr rasche Bewegungen und ein flexibles Ausweichverhalten der Verfolgung entzieht. Die Jungtiere von Bagheera kiplingi ähneln im Aussehen den auf den Akazien lebenden Ameisen. Dieses Mimikry schützt sie vor Fressfeinden und womöglich zusätzlich vor den Ameisen selbst.

## Systematik
Der Gattungsname leitet sich von dem Namen des schwarzen Panthers Bagheera aus Rudyard Kiplings Das Dschungelbuch ab, das Artepitheton vom Nachnamen des Autors. Von der Art wurden 1896 zunächst nur die männlichen Tiere beschrieben; die Weibchen wurden erst von Wayne Maddison über hundert Jahre später entdeckt. Auch eine weitere Art der Gattung, namens Bagheera prosper, ist bekannt.